# Moscheea Sultan Mihrimah (Üsküdar)
Moscheea Sultan Mihrimah din cartierul asiatic Üsküdar al Istanbulului (în limba turcă Mihrimah Sultan Camii sau İskele Camii) a fost prima ctitorie a prințesei Mihrimah, fiica cea mai iubită a sultanului Soliman I Magnificul și soție a Marelui Vizir Rüstem Pașa. Numele prințesei, Mihr-i-Mah, semnifică Soare și Lună.
Edificiul a fost ridicat pe țărmul asiatic în fața Constantinopolului, acolo unde locuirea turcă s-a înfiripat mai târziu. Astăzi se află în centrul istoric al marelui cartier Üsküdar (Scutari). Ocupă o poziție spectaculoasă și este un monument dintre cele mai celebre ale cartierelor asiatice, luându-și numele de la debarcaderul pentru traversări, aflat în imediata apropiere.
Aceasta a fost prima dintre cele două moschei construite de Mihrimah (cealaltă aflându-se în partea de apus a Constantinopolului, lângă zidurile de apărare bizantine, spre sud de Poarta Adrianopol).
Ea a fost realizată, ca un complex, între anii 1546-1548, de către marele arhitect clasic otoman Mimar Sinan. Este o structură masivă pe o platformă înălțată, cu acces la strada principală și deși este una dintre primele lucrări ale arhitectului, demonstrează deja multe din caracteristicile stilului consacrat de Sinan la maturitate. Edificiu spațios, cu bolți înalte la subsol, are două minarete subțiri și avântate, o cupolă centrală amplă deasupra sălii de rugăciune, flancată de trei semi-cupole ce se termină în trei exedre și un vast portic dublu.